# Carmen Polo

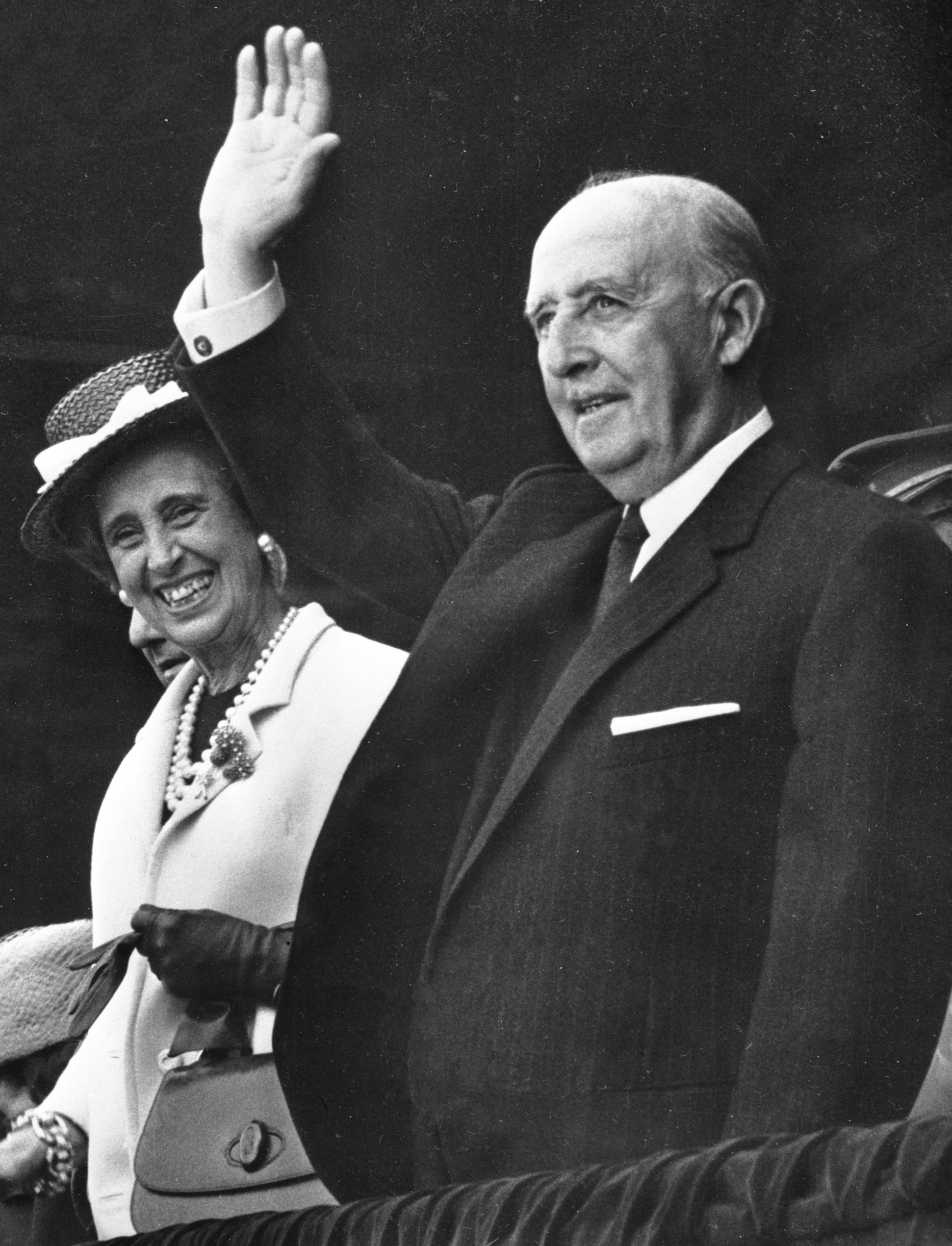
Carmen Polo en Francisco Franco in 1968.

Carmen Polo y Martínez-Valdés (Oviedo (Asturias), 11 juni 1900 – Madrid, 6 februari 1988) was de echtgenote van de Spaanse dictator Francisco Franco en vrouwe van Meirás door koninklijke toewijzing.
Ze lijkt niet bijzonder belangrijk te zijn geweest in de Spaanse politiek, behalve bij het aanwijzen van Arias Navarro als premier, hetgeen gebeurde toen Franco al behoorlijk ziek was. Toch was ze zonder twijfel de meest invloedrijke vrouw van Spanje tijdens de veertig jaar van dictatuur. Zeer bekend zijn de woorden “Tú Paco, cállate!” (Jij Paco, mond houden! – Paco is een amicale vorm van Francisco) die zij meer dan eens publiekelijk tegen haar man gebruikte als zij het woord wilde.
In het openbaar had ze verder een keurig imago, van de elegante Spaanse dame, vrouw en moeder. Bijna altijd glimlachend en met haar onafscheidelijke parelketting verrichtte ze veel semi-officiële taken, zoals het openen van scholen en ziekenhuizen.
In de lente van 1917 leerde ze Franco kennen, die ze, vanwege zijn geringe lengte, haar “commandantje” noemde. Haar vader en zus (haar moeder was al jong gestorven) waren in eerste instantie tegen een huwelijk, omdat ze hun dochter liever niet met een militair zagen trouwen en omdat Franco acht jaar ouder was. Op 16 oktober 1923 komt het dan toch tot een huwelijk en na drie jaar wordt hun enige dochter, ook Carmen geheten, geboren.
Als haar man na de Spaanse Burgeroorlog de macht in handen krijgt, treedt Carmen Polo niet al te vaak op de voorgrond. Toch blijkt ze, uit vele anekdotes, thuis duidelijk de broek te hebben aangehad. Een bekend verhaal komt uit december 1936 (nog tijdens de burgeroorlog); een chef protocol uit het gevolg van Franco wilde een receptie organiseren voor nieuw geaccrediteerde diplomaten aan het militair bestuur te Burgos (tijdelijke hoofdstad van nationalistisch Spanje), maar hij kon dat niet op korte termijn regelen omdat Carmen Polo geen geschikte kleding had. Daarnaast hadden de Madrileense juweliers een afspraak met elkaar gemaakt; de verliezen die ze leden door de bezoekjes van Carmen Polo, deelden ze met elkaar. De vrouw van de dictator kwam geregeld langs en koos dan een parelketting uit, maar niemand durfde een rekening te sturen.
Haar dochter Carmen (ook vaak Carmencita genoemd) trouwt met Cristóbal Martínez-Bordiú, telg uit een familie van grootgrondbezitters. Hun dochter trouwt zelfs met een telg uit de koninklijke familie, namelijk Alfonso de Borbón. Carmen hoopte nog dat haar kleindochter koningin zou worden, maar haar man had al geregeld dat Juan Carlos na zijn dood de troon zou bestijgen. Na de dood van haar man valt de familie uit elkaar. Haar dochter wordt op het vliegveld van Madrid gearresteerd toen ze goud en medailles van haar vader het land uit wilde smokkelen, een kleinzoon werd veroordeeld voor stroperij in een natuurreservaat en de grootste klap voor Carmen was de dood van haar achterkleinzoon die op elfjarige leeftijd, nog tijdens het leven van Polo, om het leven kwam bij een auto-ongeluk.
In de laatste jaren van haar leven verlaat ze haar Madrileense appartement nog maar nauwelijks, de mis volgt ze via de radio. Ze sterft er op 87-jarige leeftijd in eenzaamheid en is begraven in het familiegraf op de begraafplaats van Mingorrubio, waar op 24 oktober 2019 ook haar man herbegraven zou worden. 